# Willy Meysmans

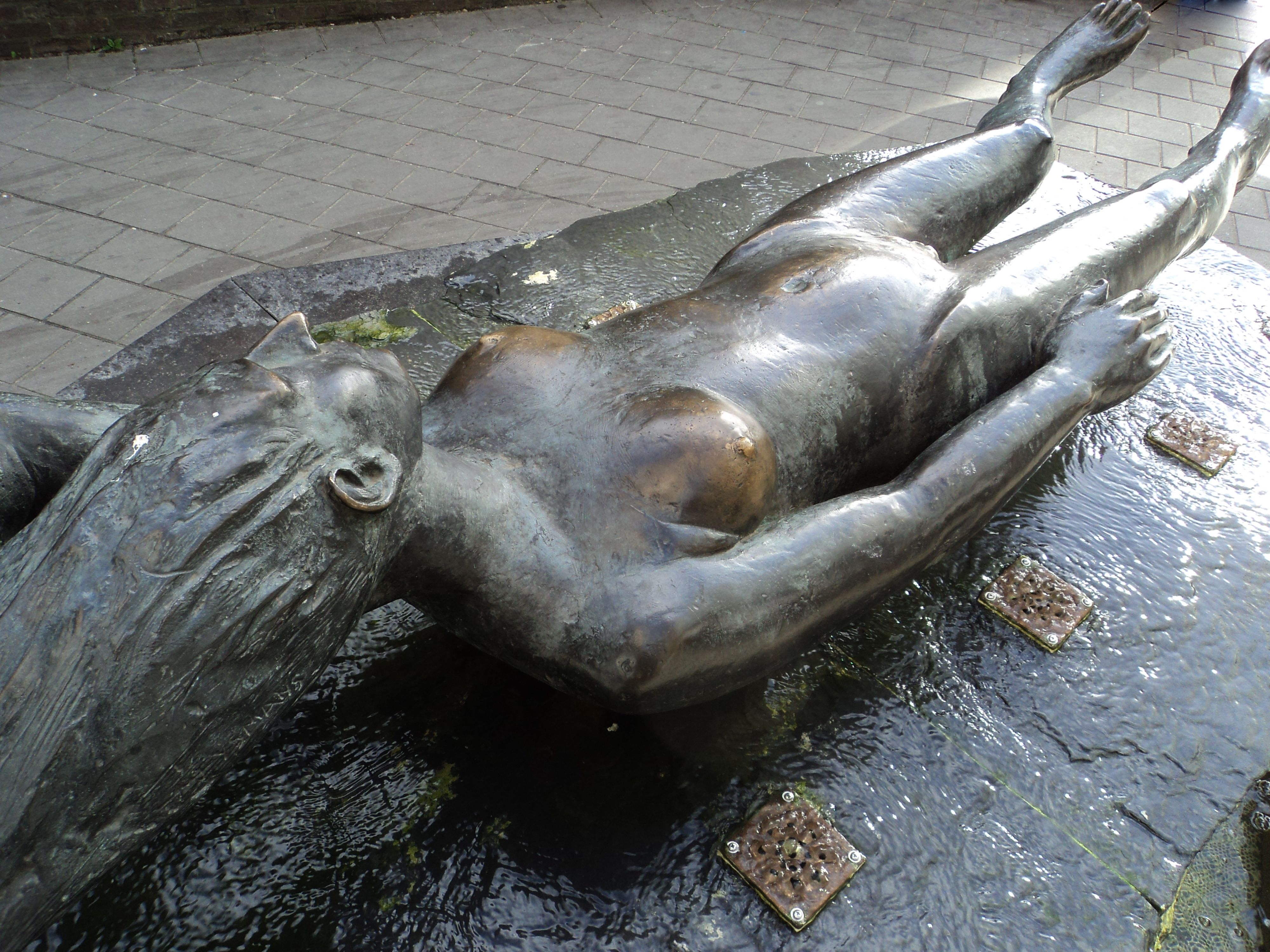
Meysmans' beeld Fiere Margriet in Leuven

Willy Meysmans (Mechelen, 10 maart 1930 – Leuven, 21 december 2024) was een Belgische beeldhouwer die onder meer in 1981 het standbeeld Fiere Margriet te Leuven maakte.

## Levensloop
Meysmans volgde een opleiding aan de Academie te Mechelen. Hij leerde van onder anderen Olivier Strebelle hoe keramiek te bewerken aan het Hoger Instituut voor Schone Kunsten te Antwerpen.
In de jaren zestig woonde hij in Carrara in Italië, waar hij abstracte standbeelden maakte. Hierna doceerde hij van 1964 tot 1995 aan de Academie in Leuven, waar hij vanaf ongeveer 1970 aanving met kleimodellering en het maken van bronzen standbeelden volgens de verlorenwasmethode. Meysmans exposeerde op meerdere tentoonstellingen in België en in het buitenland (West-Europa en Afrika).

### Expo '58
In 1958 creëerde hij een monumentaal kunstwerk in keramiek voor het Belgisch paviljoen van de wereldtentoonstelling in Brussel. Hij maakte verder nog meerdere kunstwerken in keramiek voor privé- en publieke gebouwen.

### Fiere Margriet
In 1982 schonk het Handelaarsverbond van Leuven een standbeeld van Margaretha van Leuven aan de stad Leuven. Meysmans kreeg de opdracht het beeld van de Fiere Margriet te vervaardigen op basis van de legenden. Hij stelde haar voor als een naakte vrouw die op het water dreef, gedragen door vissen. Het beeld zelf weegt meer dan 200 kilogram en werd tentoongesteld op het kruispunt van de Tiensestraat met de Muntstraat in een verhoogde fontein. In het jaar 2000 kreeg de stad nog een onverwachte factuur, voor het plaatsen van foto's van dit beeld op hun website, omwille van een gebrek aan vrijheid van panorama in België.
Fiere Margriet bleef dertig jaar op die locatie, alvorens een andere locatie werd gezocht.. Na ongeveer een jaar in het stadsmagazijn, ligt ze sinds augustus 2013 op de terrassen aan de linkeroever van de Dijle aan de Dirk Boutslaan. Het Leuvense stadsbestuur wilde het beeld aanvankelijk in de Dijle plaatsen, maar kreeg hiervoor geen toestemming van de Vlaamse Milieumaatschappij. Mogelijk zou bij afwerking van de Hertogensite een tweede verhuis naar dat park aan de Dijleoevers volgen..

### Stof en geest
Het abstracte bronzen beeld op de rotonde van Rotselaar, Stof en geest, is eveneens van zijn hand. Het werd ingehuldigd op 25 februari 2000.
```
Boven een vlammenzee verheffen zich een cirkel en een vierkant. Dat laatste symboliseert de aarde en het reële. De cirkel staat symbool voor het spirituele. Samen geven beide geometrische figuren de versmelting van stof en geest weer.
[
16
]
```

### Parochiekerk Onze-Lieve-Vrouw Boodschap
Hij was ook een van de medeontwerpers van de parochiekerk Onze-Lieve-Vrouw Boodschap in de wijk Luchtbal in Antwerpen.
In 2001 werd in Mechelen een overzichtstentoonstelling aan hem gewijd.

## Tijdelijke tentoonstellingen
- 1974: groepstentoonstelling Belgische Beeldhouwkunst in Middelheim (16 juni tot 6 oktober)[18]

- RKD-Nederlands Instituut voor Kunstgeschiedenis: 55824